# Jiphyeonjeon
Jiphyeonjeon (집현전) var ett forskningsinstitut startat av Sejong den store (세종대왕) under Joseondynastin i Korea. Det var här som han skapade det koreanska skriftsystemet Hangeul (한글).
Under Joseonperioden på 1400-talet talades det koreanska språket på samma sätt som det görs idag men man hade inga egna tecken utan använde istället kinesiska tecken. Detta skriftspråk var svårt för bönder och arbetare att lära sig och kung Sejong grundade därmed Jiphyeonjeon för att skapa ett lätt skriftsystem som vem som helst skulle kunna lära sig. 
Forskarna vid Jiphyeonjeon skrev instruktioner för hur man använde det nya alfabetet i ett dokument som kallas "Hunminjeongeum" (훈민정음). Texterna publicerades den 9 oktober 1446 och detta datum firas idag varje år som Hanguldagen (한글날). Den upphörde 1456.